# 富士車輌
富士車輌株式会社（ふじしゃりょう、英名：FUJICAR MFG. CO., LTD.）は、滋賀県守山市に本社を置く日本の環境機械メーカー。
街中ではごみ収集車やタンクローリーで見かけることがあるほか、かつては鉄道車両も製造していたことがある。なお、同じくごみ収集装置を製造し、鉄道車両を製造していたことがある富士重工業（現・SUBARU）との関係はない。

## 支店・営業所
- 東京支店 - 東京都港区芝公園2丁目4番1号 芝パークビル A-10階
- 大阪支店 - 大阪市淀川区宮原2丁目14番10号 中尾ロイヤルビル8階
- 東京営業所 - 東京都葛飾区東金町7丁目21番14号
- 名古屋営業所 - 名古屋市緑区鳴海町母呂後89番地
- 福岡営業所 - 福岡市東区松田3丁目7番30号

## 取得済認証
- ISO9001
- ISO14001
- ISO45001

## 沿革
- 1925年（大正14年） - 創業（石原重太郎が大阪市で個人経営により鍛圧機械の製作事業を開始）。
- 1944年（昭和19年） - 富士造機株式会社を設立、大阪府南河内郡狭山町（現：大阪狭山市）に本社・工場を建設。
- 1945年（昭和20年） - 商号を富士車輌株式会社と改称。
- 1954年（昭和29年） - 東京証券取引所第1部上場。
- 1963年（昭和38年） - 滋賀工場操業開始。
- 1965年（昭和40年） - メインバンクの三和銀行（現：三菱UFJ銀行）の要請により宇部興産（現：UBE）が増資を引き受け、同社傘下に。
- 1986年（昭和61年） - 滋賀工場へ生産を集約し、大阪狭山工場を閉鎖、本社を大阪市内へ移転。
- 2001年（平成13年） - 民事再生手続開始申立、東証・大証・名証各1部上場廃止。
- 2002年（平成14年） - 野村プリンシパル・ファイナンスを割当先とする減増資を実施。
- 2004年（平成16年） - 本社を大阪市内より滋賀県守山市へ移転。
- 2005年（平成17年） - 民事再生手続終結。
- 2006年（平成18年） - MEBOにより野村プリンシパル・ファイナンスから資本独立。
- 2014年（平成26年） - 株式会社タケエイによる100%子会社化。
- 2021年（令和3年） - 株式会社タケエイとリバーHD株式会社の経営統合に伴い、TREホールディングス株式会社の傘下となる。

## 製品
- 廃棄物処理機械・設備 - 「再資源化」「高効率化」に貢献する廃棄物処理機械・設備。
- 鉄スクラップ機械・設備 - 鉄スクラップを圧縮・切断・破砕する機械・設備。
- 化工機関連・設備 - LPガスや液化アンモニアなどの高圧ガス用バルクローリー・タンクローリー・貯槽・容器。
- 特装車 - チッピングロータリー車、各種ごみ収集車、移動式廃車プレス車。

## かつて製造していた製品
- 鉄道車両 - 社名の由来であった事業。客車・貨車を製造していた（「Category:富士車輌製の鉄道車両」を参照）。
- 鋼橋 - 民事再生手続による再建過程で撤退。かつての親会社である宇部興産の興産大橋上部工は宇部興産・富士車輌共同企業体による施工であった。